# Хаттатов Сеїтджеліль Усеїнович
Сеїтджелі́ль Усеї́нович Хатта́тов (крим. Seitcelil Üsein oğlu Hattat, 1873, м. Бахчисарай, Таврійська губернія — невідомо (ймовірно 1941, Каннські табори Красноярського краю на станції Решоти або, за іншими даними, 17 квітня 1938) — кримськотатарський педагог, політик і просвітитель; після революції 1905—1907 років долучається до руху младотатар, бере участь в суспільно-політичному житті Криму. У 1917 році бере активну участь в організації Тимчасового Кримського Мусульманського Виконавчого Комітету (ТКМВК), був репресований у так званій справі про «націоналістичну партію „Міллі Фірка“» та двічі відбував покарання в системі ГУЛАГ. Реабілітований постановою Кримського обласного суду 18 червня 1957 року.

## Біографія

### Дитинство та юність
Майбутній педагог народився в 1873 році (за іншими даними, в 1874 році, а відповідно до книги «Реабілітовані історією. Автономна Республіка Крим» у 1887 році) в родині службовців у Бахчисараї. В 1894 році закінчив Сімферопольську татарську вчительську школу.

### Політична діяльність. Участь в організації республіки кримських татар
Вітав Першу російську революцію. У період після революції активно бере участь в русі младотатар (лідером був видатний громадсько-політичний діяч, депутат Державної Думи Росії другого скликання Абдурешит Медієв; політичним центром младотатар був місто Карасубазар, друкованим органом руху виступала газета «Ветан хадімі» («Слуга Батьківщини»), займається педагогічною діяльністю. Хаттатов стає гласним Бахчисарайської міської думи та в 1913 році подає на розгляд членів думи проект відкриття повноцінного інституту для мусульман у Криму; в своєму зверненні до членів думи 20 лютого 1913 року він також зазначив, що тодішнє становище мектебов в Криму «більш ніж жалюгідне» як в навчальному, так і у виховному плані, а відкриття нового навчального закладу дозволило б здійснювати значно більш якісну підготовку педагогічних кадрів спеціально для кримськотатарських шкіл.

#### Кримська народна республіка

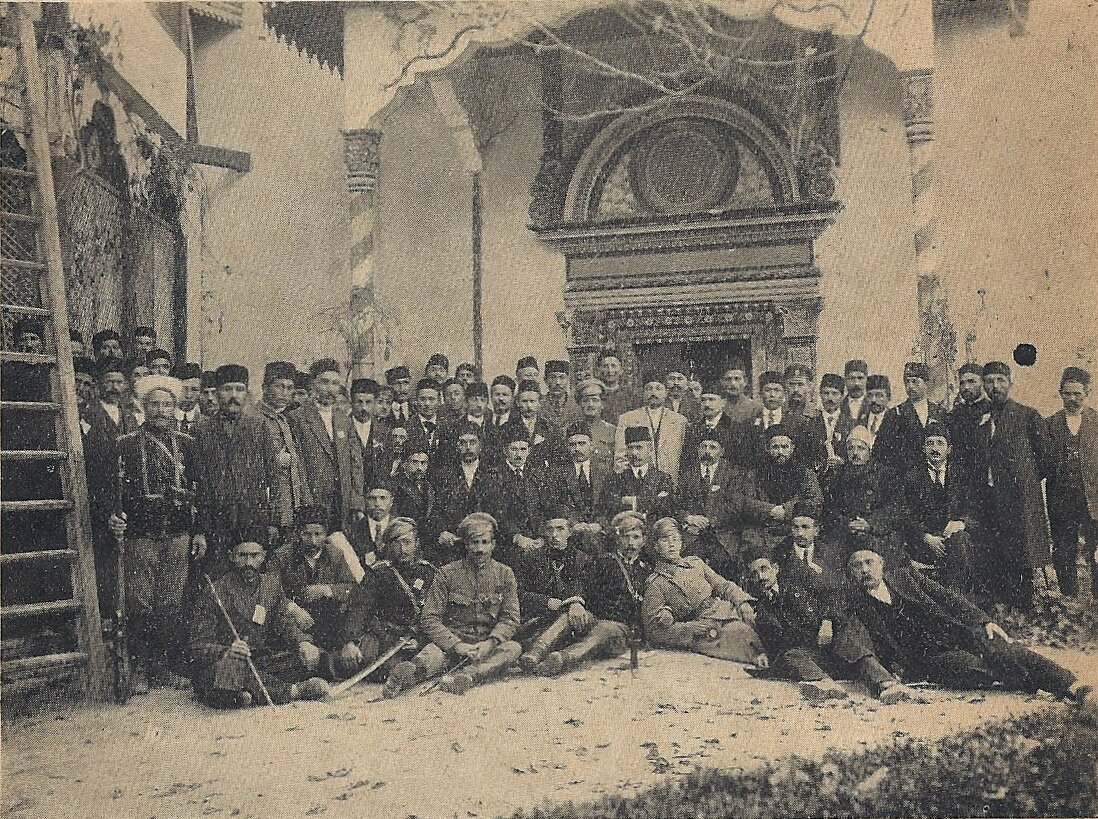
Делегати Курултаю, листопад 1917 року, ханський палац. Хаттатов сидить у другому ряду, між імамом Озенбашлі і Асаном Сабрі Айвазовим

У результаті його агітаційної та організаційної діяльності 25 березня 1917 року під його головуванням відбувся з'їзд мусульман Криму, визнаний Тимчасовим урядом Росії, на якому Сеїтджеліль Хаттатов був обраний членом Тимчасового Кримського мусульманського виконкому, делегатом Всеросійського мусульманського з'їзду. ТКМВК прийняв «Політичну програму татарської демократії», де поряд із загальнодемократичними вимогами йшлося про створення «федеративної демократичної республіки в єднанні з іншими народами, що населяють Крим». У цей період Хаттатов — одна з найбільш значущих, нарівні з Номаном Челебіджіханом і Джафером Сейдаметом, фігур у національному русі кримських татар. За його активної участі готувався перший Курултай кримськотатарського народу.
У Директорії Кримської Демократичної Республіки в грудні 1917 року Хаттатов обійняв пост директора (з повноваженнями міністра) фінансів і вакфів. У січні 1918 року Кримська Демократична республіка та її сили були розігнані силами Севастопольської ради, утворилася Радянська Соціалістична Республіка Тавриди, яку в свою чергу розігнали в квітні 1918 року німецькі війська. Під їх владою в Криму до листопада 1918 року діяв Перший кримський крайовий уряд, де кримські татари отримали частину керівних посад.
Восени 1919 року, коли ліве крило Міллі-Фірка на чолі з Алі Боданінським уже співпрацювало з більшовиками, денікінською контррозвідкою були ненадовго заарештовані Сеїтджеліль Хаттатов, Аблякім Ільмій, молодший брат Алі Усеїн Боданінський, Мустафа Бадраклі, Халіль Чапчакчи, Сейдамет Кезлевлі та Аніфе Боданинська, дружина Алі Боданінського.
Після остаточного захоплення Криму більшовиками в листопаді 1920 року багато активістів Міллі-Фірка стали учасниками «радянського державного будівництва». У 1921 році в Сімферополі на I Всекримському установчому з'їзді Рад Сеїтджеліль Хаттатов був обраний кандидатом в члени КримЦВК.

### Репресії та смерть
У 1928 році після незаконного розстрілу Велі Ібраїмова (реабілітований у СРСР у 1990 році та в Україні в 1993 році) було розпочато справу № 64513 «про контрреволюційну організацію „Міллі Фірка“», зокрема в ній говорилося:
| «Після ліквідації найбільш сильної та авторитетної опори кримінально-політичного бандитизму в Криму — веліібраїмовської групи — відкрилася можливість проведення подальшої поглибленої розробки з остаточної ліквідації бандитизму та його коріння серед кримських татар. У результаті цієї розробки виявилося існування в Криму організованого ядра, цілком оформленої політичної контрреволюційної партії «Міллі-Фірка», яка зберегла свій основний кістяк із моменту свого зародження в 1917—1918 роках.»Оригінальний текст (рос.) «После ликвидации наиболее сильной и авторитетной опоры уголовно-политического бандитизма в Крыму — велиибраимовской группы — открылась возможность к проведению дальнейшей углубленной разработки по окончательной ликвидации бандитизма и его корней среди крымских татар. В результате этой разработки выявилось существование в Крыму организованного ядра, вполне оформленной политической контрреволюционной партии «Милли-Фирка», сохранившей свой основной костяк с момента своего зарождения в 1917—1918 годах.» |
У цій справі були арештовані 63 людини, серед них 27 червня 1928 року був і Сеїтджеліль Хаттатов. У звинуваченні про нього було сказано так:
| «Активний діяч Курултаю в Криму та нацдіректорії в 1917—1918 рр., за завданнями якої їздив до Туреччини для отримання підтримки в боротьбі з більшовиками, й один з організаторів «М-Ф».»Оригінальний текст (рос.) «Активный деятель Курултая в Крыму и нацдиректории в 1917—1918 гг., по заданиям которой ездил в Турцию для получения поддержки по борьбе с большевиками и один из организаторов «М-Ф».» |
Спочатку Хаттатов був засуджений до вищої міри покарання, однак згодом вирок було замінено на 10 років таборів. Покарання Сеїтджеліль Усеїнович відбував на Біломорканалі, потім на Соловках. Звільнився достроково восени 1936 року. З міркувань безпеки вирішив не повертатися до Криму й тому оселився спочатку в Мелітополі, а потім на станції Сокологірне, де влаштувався на роботу в залізничному буфеті. Однак незабаром, у червні 1937 року, він був заарештований у Сокологірному та відправлений до Сімферопольської тюрми. Хаттатова звинувачували за статтею 58-6, 8, 11 КК РРФСР — як керівника контрреволюційної пантюркістської шпигунської організації — партії Міллі Фірка. Йому засудили до вищої міри покарання — розстрілу, який відбувся 17 квітня 1938 року.

#### Реабілітація
Постановою Кримського обласного суду 18 червня 1957 року Сеїтджеліль Хаттатов був реабілітований. Політик був повторно реабілітований на початку 1990-х років, відповідно до Закону Української РСР «Про реабілітацію жертв політичних репресій на Україні» від 17 квітня 1991 року, «в зв'язку з відсутністю сукупності доказів, що підтверджують обґрунтованість притягнення його до кримінальної відповідальності».